# Max Buchsbaum

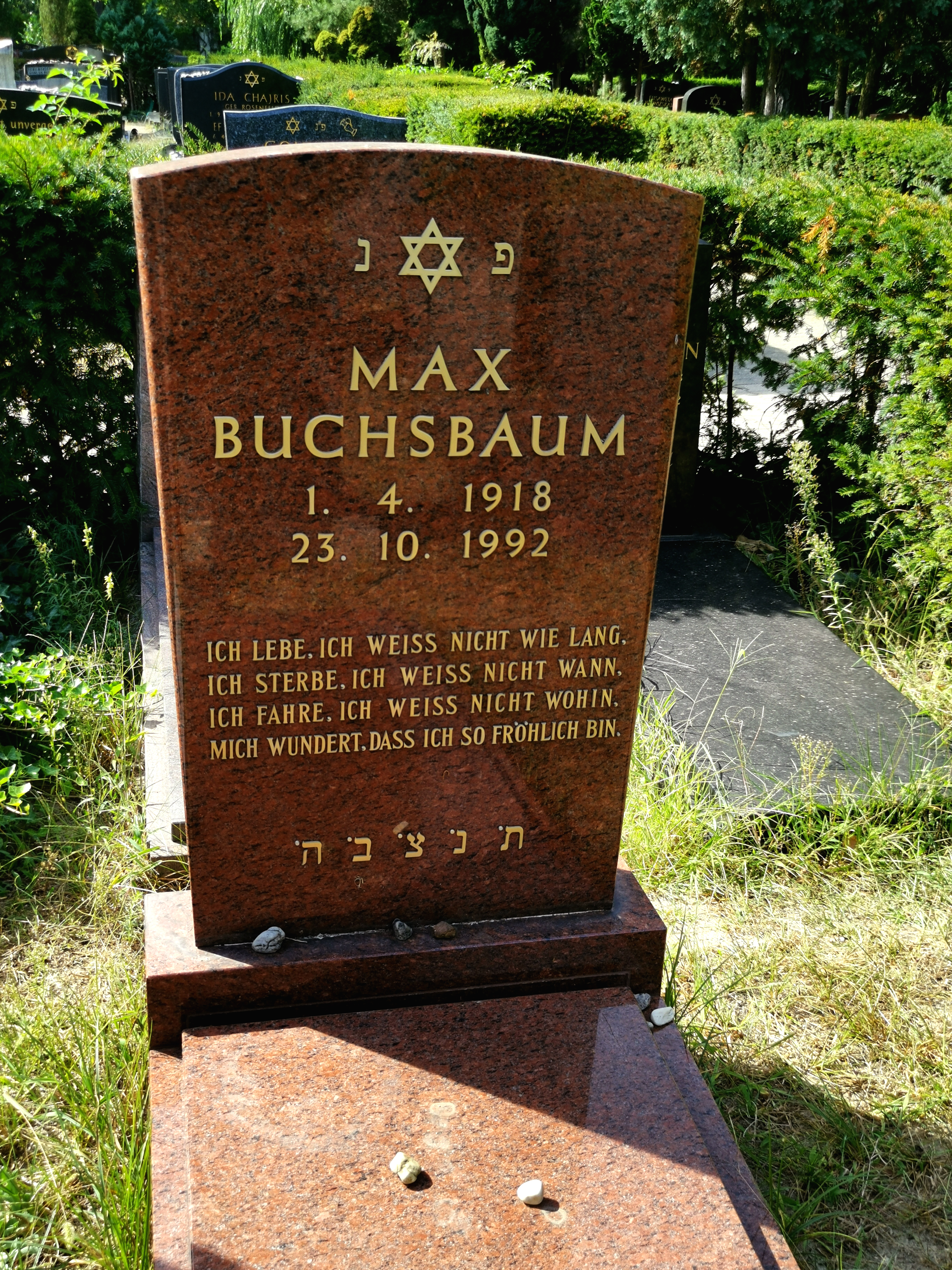
Grab auf dem Jüdischen Friedhof Heerstraße (Feld M III Reihe 2)

Max Buchsbaum, auch Moshe Buchsbaum (* 1. Juni 1918 in Berlin; † 23. Oktober 1992 ebenda), war ein deutscher Schauspieler bei Bühne, Film und Fernsehen.

## Leben und Wirken
Max Buchsbaum erhielt seine Schauspielausbildung bei Ilka Grüning im heimatlichen Berlin, ehe er das Dritte Reich verließ und nach Prag emigrierte, wo er 1935 seinen Einstand am Theater gab. Wenig später wanderte der Jude in das damalige britische Mandatsgebiet Palästina aus. Erst 1957 kehrte er aus Israel nach Deutschland zurück und setzte in Berlin seine Schauspiellaufbahn als Gast an verschiedenen Bühnen (wie dem Theater in der Kongresshalle) fort. Später wurde Buchsbaum festes Ensemblemitglied von Boleslaw Barlogs Schillertheater.
1959 trat Buchsbaum erstmals vor die Kamera und wirkte sowohl in deutschen Fernsehproduktionen als auch in (zunächst in Deutschland entstandenen, überwiegend US-amerikanischen) Kinofilmen mit. Buchsbaum deckte vor der Kamera die gesamte Palette größerer Chargen ab: Er spielte Diener wie Direktoren, Rentner wie Standesbeamte, Wirte wie Richter, Lehrer wie Vertreter.
Max Buchsbaum starb 1992 im Alter von 74 Jahren in Berlin. Sein Grab befindet sich auf dem Jüdischen Friedhof Heerstraße in Berlin-Westend.

## Filmografie
- 1959: Unser Wunderland bei Nacht
- 1960: Frage Sieben (Question Seven)
- 1960: Verrat auf Befehl (The Counterfeit Traitor)
- 1960: Schwarzer Kies
- 1961: Eins, Zwei, Drei (One, Two, Three)
- 1961: Im schwarzen Rößl
- 1961: Der jüngste Tag
- 1962: Der Prozeß (Le procès)
- 1962: 90 Minuten nach Mitternacht
- 1963: Die Legende vom heiligen Trinker
- 1963: Das Kriminalmuseum (TV-Serie, Folge: Fünf Fotos)
- 1963: Mauern
- 1965: Die Karte mit dem Luchskopf
- 1965: Es geschah in Berlin, Folge: Willis ruhige Tour
- 1965: Kubinke
- 1966: Förster Horn (TV-Serie, eine Folge)
- 1967: Hochspannung
- 1970: Schlagzeilen über einen Mord
- 1970: Eli
- 1970: Bambule
- 1971: Fegefeuer
- 1971: Die Unverbesserlichen (TV-Reihe, letzte Folge)
- 1971: Der verliebte Teufel
- 1972: Die rote Kapelle
- 1975: Kommissariat 9 – (TV-Serie, Folge: Ich bin ein Europäer)
- 1976: Gruppenbild mit Dame
- 1977: Es muß nicht immer Kaviar sein (TV-Serie, eine Folge)
- 1980: Drei Damen vom Grill (TV-Serie, zwei Folgen)
- 1982: Blood Link – Blutspur
- 1985: Tatort: Ordnung ist das halbe Sterben
- 1986: Wanderungen durch die Mark Brandenburg
- 1987: Praxis Bülowbogen (TV-Serie, eine Folge)
- 1991: Karfunkel (TV-Serie, eine Folge)